# Krummendorf
Krummendorf è un quartiere della città tedesca di Rostock.